# Steven Mackintosh
Steven Mackintosh, född 30 april 1967 i Cambridge, Cambridgeshire, är en brittisk skådespelare. Mackintosh är främst känd för rollerna som Winston i Lock, Stock and Two Smoking Barrels (1998), Joe Lawrence i The Land Girls (1998) och Ian Reed i Luther (2010).

## Filmografi i urval
- 1985 – Adrian Moles hemliga dagbok (TV-serie)
- 1987 – Unge Adrians lidanden (TV-serie)
- 1987 – Prick Up Your Ears
- 1988 – Sagor för stora barn (TV-serie)
- 1990 – Skattkammarön (TV-film)
- 1990 – Memphis Belle
- 1992 – Kommissarie Morse (TV-serie)
- 1992 – Mupparnas julsaga
- 1994 – Princess Caraboo
- 1996 – Trettondagsafton
- 1998 – The Land Girls
- 1998 – Vår gemensamme vän (TV-serie)
- 1998 – Lock, Stock and Two Smoking Barrels
- 2000 – Care
- 2003 – The Other Boleyn Girl
- 2006 – Underworld: Evolution
- 2006 – The Amazing Mrs Pritchard (TV-serie)
- 2009 – Underworld: Rise of the Lycans
- 2010 – Luther (TV-serie)
- 2012 – The Sweeney
- 2013 – Kick-Ass 2
- 2013 – The Thirteenth Tale
- 2015 – Bone In The Throat
- 2017 – Hotell Halcyon (TV-serie)
- 2018 – En kvinnas fall (TV-serie)
- 2019 – Rocketman
- 2024 – Senna